# Дядовско
Дядовско (болг. Дядовско) — село в Болгарии. Находится в Кырджалийской области, входит в общину Черноочене. Население составляет 392 человека.

## Политическая ситуация
В местном кметстве Дядовско, в состав которого входит Дядовско, должность кмета (старосты) исполняет Исмаил Юсеин Юсуф (Движение за права и свободы (ДПС)) по результатам выборов.
Кмет (мэр) общины Черноочене — Айдын Ариф Осман (Движение за права и свободы (ДПС)) по результатам выборов.